# Гай Рубелий Бланд
Гай Рубелий Бланд (на латински: Gaius Rubellius Blandus; * Тибур; † 38 г.) e политик и сенатор на ранната Римска империя.

## Биография
Рубелий произлиза от Тибур (Тиволи, Италия) и фамилията му първо е от конническото съсловие. Той е внук на Рубелий Бланд, учител по реторика.
През 1 г. той е квестор Augusti, 6 г. военен трибун, 11 г. претор и 18 г. суфектконсул.
През 33 г. той се жени за Юлия Ливия, дъщеря на Ливила и Юлий Цезар Друз, внучка на Тиберий и вдовица на Нерон Цезар. Неговият син от този брак Рубелий Плавт е екзекутиран през 62 г. поради съмнение, че планува бунт против Нерон. Неговата дъщеря Рубелия Баса се омъжва за Октавий Ленат, чичо по майчина линия на бъдещия император Нерва.
През 35/36 г. Рубелий Бланд e проконсул на провинция Африка. След това е в комисия с други от императорската фамилия, която се грижи за премахване на последиците от пожара на Авентин. Той е бил също и понтифекс.